# ريتشارد رايس
ريتشارد رايس (بالإنجليزية: Richard Rice)‏ هو عالم عقيدة أمريكي، ولد في 1944 في سبرينغفيلد في الولايات المتحدة.